# Kepa Blanco
Kepa Blanco González (Marbella, 13 gennaio 1984) è un ex calciatore spagnolo, di ruolo attaccante.

## Palmarès

### Club

#### Competizioni nazionali
- Coppa di Spagna: 1

Siviglia: 2006-2007

#### Competizioni internazionali
- Coppa UEFA: 2

Siviglia: 2005-2006, 2006-2007
- Supercoppa UEFA: 1

Siviglia: 2006

### Nazionale
- Giochi del Mediterraneo: 1

 2005